# Kees Govers
Kees Govers (Rijen, 20 februari 1962) is een Nederlands voormalig voetballer.
Govers speelde als aanvaller of middenvelder onder meer voor Willem II, RKC Waalwijk en het Belgische KFC Zwarte Leeuw.